# Shen Muhan
Shen Muhan (* 5. Januar 1997) ist eine chinesische Leichtathletin, die sich auf den Siebenkampf spezialisiert hat.

## Sportliche Laufbahn
Ihren ersten internationalen Wettkampf bestritt Shen Muhan bei den Asienspielen 2018 in Jakarta, bei denen sie mit 5519 Punkten den siebten Platz im Siebenkampf belegte. Im Jahr darauf wurde sie bei den Asienmeisterschaften in Doha mit 5466 Punkten Sechste.
Sie studiert Sportwissenschaften an der Fujian Normal University.